# Dorotheenwalde
Dorotheenwalde ist ein Ortsteil der Gemeinde Rothenklempenow des Amtes Löcknitz-Penkun im Landkreis Vorpommern-Greifswald in Mecklenburg-Vorpommern.

## Geographie
Der Ort liegt zwei Kilometer südwestlich von Rothenklempenow. Die Nachbarorte sind Weidehof im Norden, Theerofen und Rothenklempenow im Nordosten, Vorwerk im Osten, Faulensee im Südosten, Gorkow im Süden, Rossow und Zerrenthin im Südwesten, die Randow im Westen sowie Breitenstein im Nordwesten.